# Radical 146
Le radical 146, qui signifie "couvrir" ou l’ouest, est un des 29 des 214 radicaux chinois répertoriés dans le dictionnaire de Kangxi composés de six traits.
Le caractère Unicode de 西 est 897F.

## Caractères avec le radical 146
| nombre de traits          | caractères |
| ------------------------- | ---------- |
| Sans trait supplémentaire | 襾 西 覀   |
| 3 traits supplémentaires  | 要         |
| 5 traits supplémentaires  | 覂         |
| 6 traits supplémentaires  | 覃 覄      |
| 7 traits supplémentaires  | 覅         |
| 12 traits supplémentaires | 覆         |
| 13 traits supplémentaires | 覇 覈      |
| 17 traits supplémentaires | 覉         |
| 19 traits supplémentaires | 覊         |